# 冯玉祥 (1972年)
冯玉祥（1972年4月—），藏族，中华人民共和国政治人物。

## 生平
1972年4月，冯玉祥出生在云南省。
1994年10月，冯玉祥进入云南省迪庆藏族自治州中甸县人事局工作，次年12月出任办公室主任。1997年5月，冯玉祥调入中共迪庆藏族自治州委组织部干部科担任科员，次年12月出任副科长，2002年12月出任科长，2006年11月出任组织部副部长，2012年4月出任组织部常务副部长。2013年8月，冯玉祥调任中共德钦县委书记。2015年9月，冯玉祥调任中共丽江市委常委、组织部部长。2021年9月，冯玉祥出任中共丽江市委副书记，后来兼任市委统战部部长、丽江市行政学院院长。

### 落马
2024年6月24日，冯玉祥涉嫌严重违纪违法接受云南省纪委监委纪律审查和监察调查。自2003年以来，丽江市已经有多名官员被查，包括丽江市人大常委会副主任余丽军、市委宣传部部长和丽军、市委秘书长肖忠万、市委书记崔茂虎。